# Jürgen Martens (Politiker)

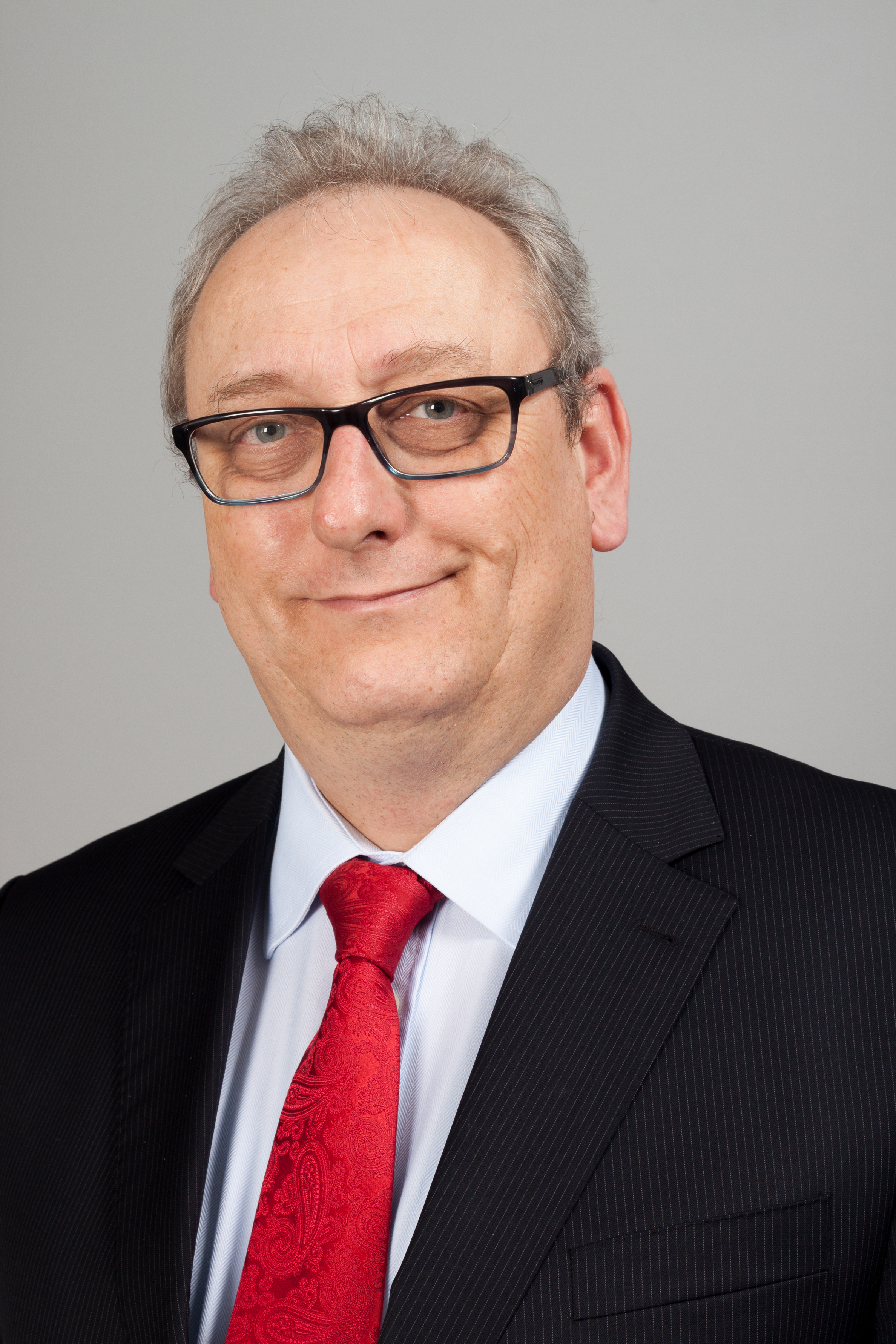
Jürgen Martens 2013

 Jürgen Andreas Michael Martens  (* 3. August 1959 in München) ist ein deutscher Politiker (FDP) und Rechtsanwalt. Von 2017 bis 2021 war er Mitglied des Deutschen Bundestages. Er war von 2009 bis 2014 sächsischer Staatsminister für Justiz und Europa und von 2004 bis 2014 Abgeordneter des Sächsischen Landtags. 

## Leben und Beruf
Ab seinem zehnten Lebensjahr wuchs Martens im Schwarzwald auf, wo er sein Abitur ablegte. Nach Ableistung seines Zivildienstes nahm er ein Studium der Rechtswissenschaften in Freiburg im Breisgau auf und schloss es 1986 mit dem 1. Staatsexamen ab. Es folgte die Referendariatszeit, in der er unter anderem am Verwaltungsgerichtshof Baden-Württemberg, im Landtag von Baden-Württemberg und 1987/88 bei der Generaldirektion Landwirtschaft/Betrugsbekämpfung der Europäischen Gemeinschaft in Brüssel tätig war. Nach dem 2. Staatsexamen erhielt Martens 1990 in Lörrach die Zulassung als Rechtsanwalt.
Im Juli 1990 zog er in die sächsische Stadt Meerane, mit der Lörrach eine Städtepartnerschaft unterhält. Im September 1990 erhielt er dort die Zulassung als Rechtsanwalt und war bis 1997 als selbstständiger Rechtsanwalt in einer überörtlichen Sozietät mit den Schwerpunkten Wirtschaftsrecht sowie Beratung und Vertretung öffentlicher Körperschaften tätig. Mit der Dissertation Subventionsbetrug zum Nachteil der Europäischen Gemeinschaften wurde er 2000 an der Albert-Ludwigs-Universität Freiburg bei Klaus Tiedemann zum Dr. jur. promoviert.
Er ist seit 1991 verheiratet und hat zwei Söhne.

## Politik

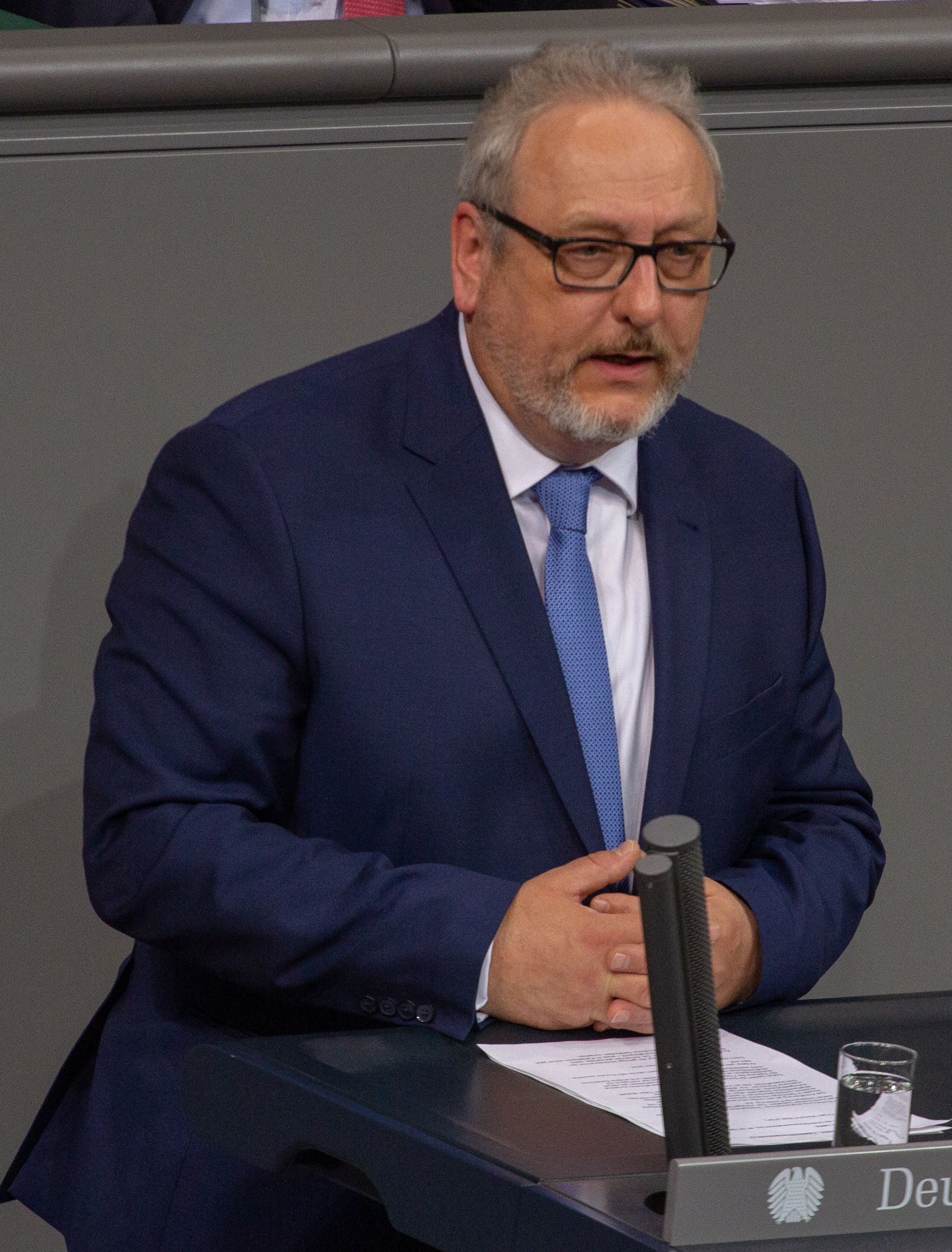
Martens im Bundestag, 2019

1976 trat Martens der FDP und den Deutschen Jungdemokraten bei. Ab 1983 war er Mitglied der Jungen Liberalen und in deren erweitertem Bundesvorstand aktiv. Später gehörte er dem Landesvorstand der FDP Baden-Württemberg an. Ab Januar 1990 unterstützte er die Jungliberalen in Dresden, insbesondere bei der Gründung der Jungliberalen Aktion (JuliA). In der FDP Sachsen übernahm Martens 2001 die Verantwortung für die Programmarbeit und leitete vor den Landtagswahlen 2004 und 2009 die Programmkommission der Partei. Seit 2003 gehört Martens dem Landesvorstand der FDP Sachsen an. Seit 2007 ist er stellvertretender Landesvorsitzender. Im Kreisverband Zwickau der Freien Demokraten bekleidet Jürgen Martens das Amt des Stellvertretenden Kreisvorsitzenden.

### Landtag
Bei der Landtagswahl 2004 wurde er über die Landesliste der FDP in den Sächsischen Landtag gewählt. Während der vierten Legislaturperiode war er innen- und rechtspolitischer Sprecher der FDP-Fraktion und deren Mitglied im Innenausschuss, dem Ausschuss für Verfassung, Rechts- und Europaangelegenheiten sowie dem Untersuchungsausschuss über Organisierte Kriminalität. Er war weiterhin Stellvertretender Sprecher des Bewertungsausschusses des Landtages.
Nach der Regierungsübernahme durch eine CDU-FDP-Koalition infolge der Sächsischen Landtagswahl 2009 wurde Martens am 30. September 2009 durch Ministerpräsident Stanislaw Tillich als Staatsminister der Justiz und für Europa in das Kabinett berufen. Seit 2010 gehört er dem Ausschuss der Regionen der Europäischen Union an. Mit dem Ausscheiden der FDP aus dem Landtag bei der Landtagswahl in Sachsen 2014 verlor er sein dortiges Abgeordnetenmandat.
Nach Abschluss der Regierungsbildung und der Wiederwahl von Ministerpräsident Stanislaw Tillich am 12. November 2014 schied Martens aus dem Kabinett aus.

### Bundestag
2017 kandidierte Martens als Direktkandidat im Wahlkreis 165 sowie auf Listenplatz 2 der FDP Sachsen und zog so in den 19. Deutschen Bundestag ein. Dort war er Mitglied im Ausschuss für Recht und Verbraucherschutz. Martens war rechtspolitischer Sprecher der Fraktion der Freien Demokraten im Bundestag.
Seit 2019 war Martens Stellvertretender Vorsitzender der Deutsch-Französischen Parlamentariergruppe im Bundestag sowie Mitglied der Deutsch-Französischen Versammlung. Er war ordentliches Mitglied im Ausschuss für Recht und Verbraucherschutz sowie im Unterausschuss Europarecht. Zudem gehörte er als stellvertretendes Mitglied dem Wahlausschuss, dem Wahlprüfungsausschuss, sowie dem Ausschuss für die Angelegenheiten der Europäischen Union an. Zur Bundestagswahl 2021 trat er nicht mehr an und schied so aus dem Bundestag aus.

## Sonstiges
Jürgen Martens ist Vorsitzender der Deutschen Gruppe von Liberal International sowie des European Liberal Forum mit Sitz in Brüssel. Weiterhin ist er Mitglied der überparteilichen Europa-Union Deutschland. Zudem fungiert er seit der Gründung der Vereinigung Liberaler Juristen 2005 als deren Vorsitzender im Freistaat Sachsen.